# Francesco Ferrara (abate)
Francesco Ferrara (Trecastagni, 2 aprile 1767 – Catania, 12 febbraio 1850) è stato un presbitero e scienziato italiano.

## Biografia
Di umili origini, figlio di Filadelfo e Genoveffa Motta, studiò al Seminario di Catania.
Nel 1786 ottenne la laurea in filosofia e medicina all'Università di Catania ma continuò gli studi delle scienze matematiche, dell'architettura, la botanica, la lingua e la letteratura greca e la chimica sotto la guida di illustri maestri di cui fece ampia menzione nella sua Storia di Catania.
Fu ordinato sacerdote nel 1792, e il 4 novembre 1801 assistette assieme ad altri prelati al battesimo di Vincenzo Bellini, nella chiesa di San Francesco Borgia.
Ebbe la cattedra di Fisica all'Università di Catania. Nel 1819 quella di Storia naturale a Palermo. Rientrato a Catania nel 1840 ottenne la cattedra di Lingua greca e di Archeologia.
Nel 1814 fu nominato Regio Custode e nel 1824 fu socio onorario dell'Accademia Gioenia di Catania.
Nel 1834 compilò una sentita biografia sul fratello Alfio (Trecastagni, 1777-1829), medico e chirurgo per le truppe inglesi.

In riconoscimento dei servizi resi alla scienza fu insignito del Reale Ordine da Francesco I e del titolo di Regio Storiografo della Sicilia. Fu membro di varie Accademie di Europa e d'America e Regio intendente delle antichità di Sicilia.

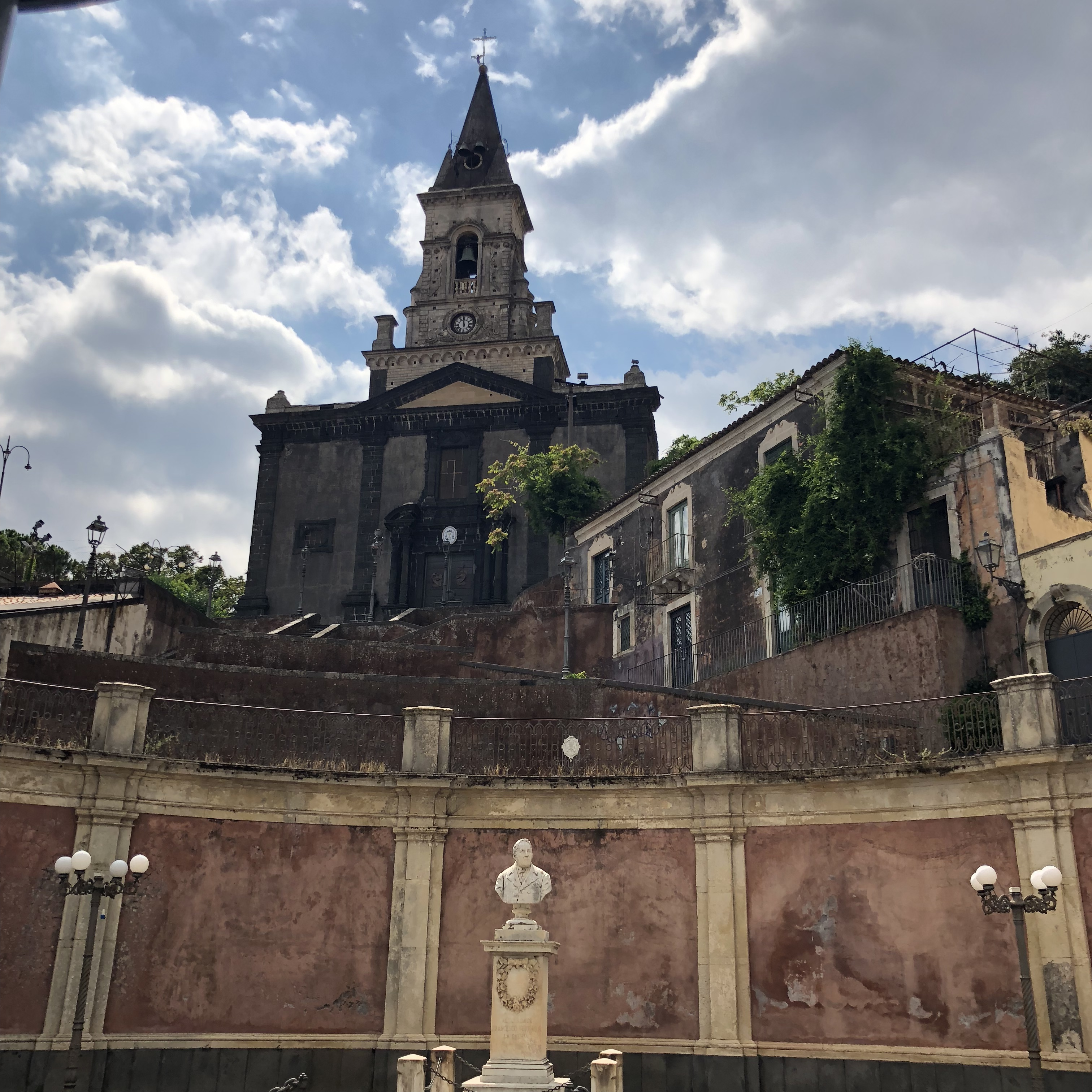
La statua a Trecastagni (città di morte) con la chiesa sullo sfondo

Fu chiamato « il Plinio siciliano ». Morì il 12 febbraio 1850.
Vi è una statua in suo onore a Trecastagni, nella piazza (realizzata nel 1887) antistante la scalinata per la chiesa madre.

## Le opere
- Storia generale dell'Etna, Catania 1793.
- Memorie sopra il lago Naftia nella Sicilia meridionale, sopra l'ambra siciliana, sopra il melo ibleo e la città d'Ibla Megara, sopra Nasso e Callipoli, Palermo, R. Stamperia, 1805.
- I Campi Flegrei e delle isole che le sono intorno, Messina 1810.
- Storia naturale della Sicilia, che comprende la mineralogia.. , Catania 1813
- Descrizione fisica mineralogica della Sicilia e delle isole che le sono intorno, Messina 1813.
- Antichi edifici ed altri monumenti di belle arti ancora esistenti in Sicilia, disegnati e descritti dall'abate Francesco Ferrara, Palermo, dalla Tip. reale di guerra, 1814.
- Descrizione dell'Etna con la storia delle eruzioni e il catalogo dei prodotti, Palermo, presso Lorenzo Dato, 1818.
- Guida dei viaggiatori agli oggetti più interessanti a vedersi in Sicilia del professore Abate Francesco Ferrara, Palermo, Tipografia di Francesco Abbate qm. Dom.co, 1822.
- Memoria sopra i terremoti della Sicilia in Marzo 1823.
- Discorso sopra il sito di Palermo.
- Storia di Catania sino alla fine del Secolo XVIII, Catania, 1829.
- La Natura, le sue opere e le sue leggi.
- Storia generale della Sicilia (in nove tomi), 1830-'38: Tomo I - Tomo VI - Tomo IX.
- Guida dei viaggiatori agli oggetti più interessanti a vedersi in Sicilia, Palermo 1836
- Le credenze religiose degli antichi Siciliani, insino alla introduzione del Cristianesimo ed altri trattati di Sicula Archeologia. 1844.
- Viaggio di Ulisse intorno alla Sicilia descritto da Omero, e viaggio di Enea descritto da Virgilio.
- Sopra alcune medaglie coniate dal Re Pirro in Sicilia, e sopra una medaglia di Lentini.
- Sull'influenza dell'aria alla sommità dell'Etna sopra la economia animale.
- Contemplazione della natura del signor Carlo Bonnet con tutte le aggiunte fatte dall'autore all'ultima edizione francese 1781, ed arricchita delle molte note ed osservazioni fatte posteriormente all'ultima veneta edizione 1790 dai signori abati Lazzaro Spallanzani e Francesco Ferrara ... Tomo 1. Venezia, presso Antonio Rosa, 1818.